# Meteorologiska världsorganisationen
Meteorologiska världsorganisationen (engelska: World Meteorological Organization) är ett FN-organ för meteorologi. Det grundades 23 mars 1950, då den tidigare internationella meteorologiska organisationen (bildad 1873) ombildades till Meteorologiska världsorganisationen. Organisationens uppgifter är att vara Förenta nationernas expertorganisation för meteorologiska frågor och att bistå organisationen och medlemsstaterna med meteorologisk sakkunskap. 
Meteorologiska världsorganisationens högsta beslutande organ är Världsmeteorologikongressen, som hålls vart fjärde år. Organisationen leds av en generalsekreterare, sedan 1 januari  argentinska Celeste Saulo. Saulo är den första kvinnan i positionen. Hennes företrädare var finländaren Petteri Taalas (2016-2023). Organisationen har 193 länder och territorier som medlemsstater. Huvudkontoret ligger i Genève. 